# Gevlekte eikencicade
De gevlekte eikencicade (Typhlocyba quercus) is een dwergcicade die voorkomt bossen, bosranden en parken. Hij leeft op eik (Quercus) en pruim (Prunus).

## Kenmerken
Typhlocyba quercus heeft een lengte van 3,0 tot 3,4 mm. De vertex is puntig en met een oranje band (soms onopvallend). De kleur is grotendeels oranje. Het scutellum is oranjeachtig. De voorvleugels zijn wit met grote oranje of rode vlekken en apicaal met bruine vlekken.

## Levenswijze
Imago's komen voor tussen juni en september.